# پالاگوریو
پالاگوریو (به ایتالیایی: Pallagorio) یک کومونه در ایتالیا است که در استان کروتون واقع شده‌است. پالاگوریو ۴۱ کیلومتر مربع مساحت و ۱٬۶۲۷ نفر جمعیت دارد و ۱ متر بالاتر از سطح دریا واقع شده‌است.